# Милена Турк
Милена Турк (Трстеник, 1986) српска је политичарка и хемичарка. Функционерка је Српске напредне странке и председница општине Трстеник. За народну посланицу први пут је изабрана 2014. године, а други пут након избора одржаних у априлу 2016. године. Чланица је председништва и главног одбора Српске напредне странке.

## Биографија
Основну  школу и Гимназију завршила је у родном граду, а потом уписује Природно-Математички факултет Универзитета у Нишу. Током средње школе и студија била је добитница стипендије за младе коју додељује општина Трстеник. У периоду 2012-2013. радила је као наставница хемије у ОШ „Живадин Апостоловић“ у Трстенику. Радила је као технолог у предузећу „Прва петолетка“ две године.
Милена Турк је чланица главног одбора Српске напредне странке. За народну посланицу први пут је изабрана 2014. године, а други пут након избора одржаних у априлу 2016. године. Као посланица у Народној скупштини Републике Србије имала је 88 говора и 2 предложена закона. Била је члан скупштинског одбора за људска и мањинска права и равноправност полова, члан је одбора за заштиту животне средине, шеф посланичке групе пријатељства Србије са Луксембургом, члан посланичких група пријатељства са Аустријом, Азербејџаном, Белорусијом, Канадом, Кином, Чешком, Немачком, Италијом, Јапаном, Казахстаном, Холандијом, Норвешком, Русијом, Словенијом, Тунисом и Сједињеним Америчким Државама.
2020. године изабрана је за председницу општине Трстеник.